# Grândola
Grândola – miejscowość w Portugalii, leżąca w dystrykcie Setúbal, w regionie Alentejo w podregionie Alentejo Litoral. Miejscowość jest siedzibą gminy o tej samej nazwie. 

## Demografia
| Liczba ludności gminy Grândola (1801–2011) | Liczba ludności gminy Grândola (1801–2011) | Liczba ludności gminy Grândola (1801–2011) | Liczba ludności gminy Grândola (1801–2011) | Liczba ludności gminy Grândola (1801–2011) | Liczba ludności gminy Grândola (1801–2011) | Liczba ludności gminy Grândola (1801–2011) | Liczba ludności gminy Grândola (1801–2011) | Liczba ludności gminy Grândola (1801–2011) | Liczba ludności gminy Grândola (1801–2011) |
| ------------------------------------------ | ------------------------------------------ | ------------------------------------------ | ------------------------------------------ | ------------------------------------------ | ------------------------------------------ | ------------------------------------------ | ------------------------------------------ | ------------------------------------------ | ------------------------------------------ |
| 1801                                       | 1849                                       | 1900                                       | 1930                                       | 1960                                       | 1981                                       | 1991                                       | 2001                                       | 2004                                       | 2011                                       |
| 3 463                                      | 2 528                                      | 7 539                                      | 13 370                                     | 21 060                                     | 16 042                                     | 13 767                                     | 14 901                                     | 14 454                                     | 14 826                                     |

## Sołectwa
Sołectwa gminy Grândola (ludność wg stanu na 2011 r.)
- Azinheira dos Barros e São Mamede do Sádão – 704 osoby
- Carvalhal – 1630 osób
- Grândola – 10 657 osób
- Melides – 1658 osób
- Santa Margarida da Serra – 177 osób